# Petersthal
Petersthal ist ein Gemeindeteil der Gemeinde Oy-Mittelberg im Landkreis Oberallgäu (Schwaben).

## Lage

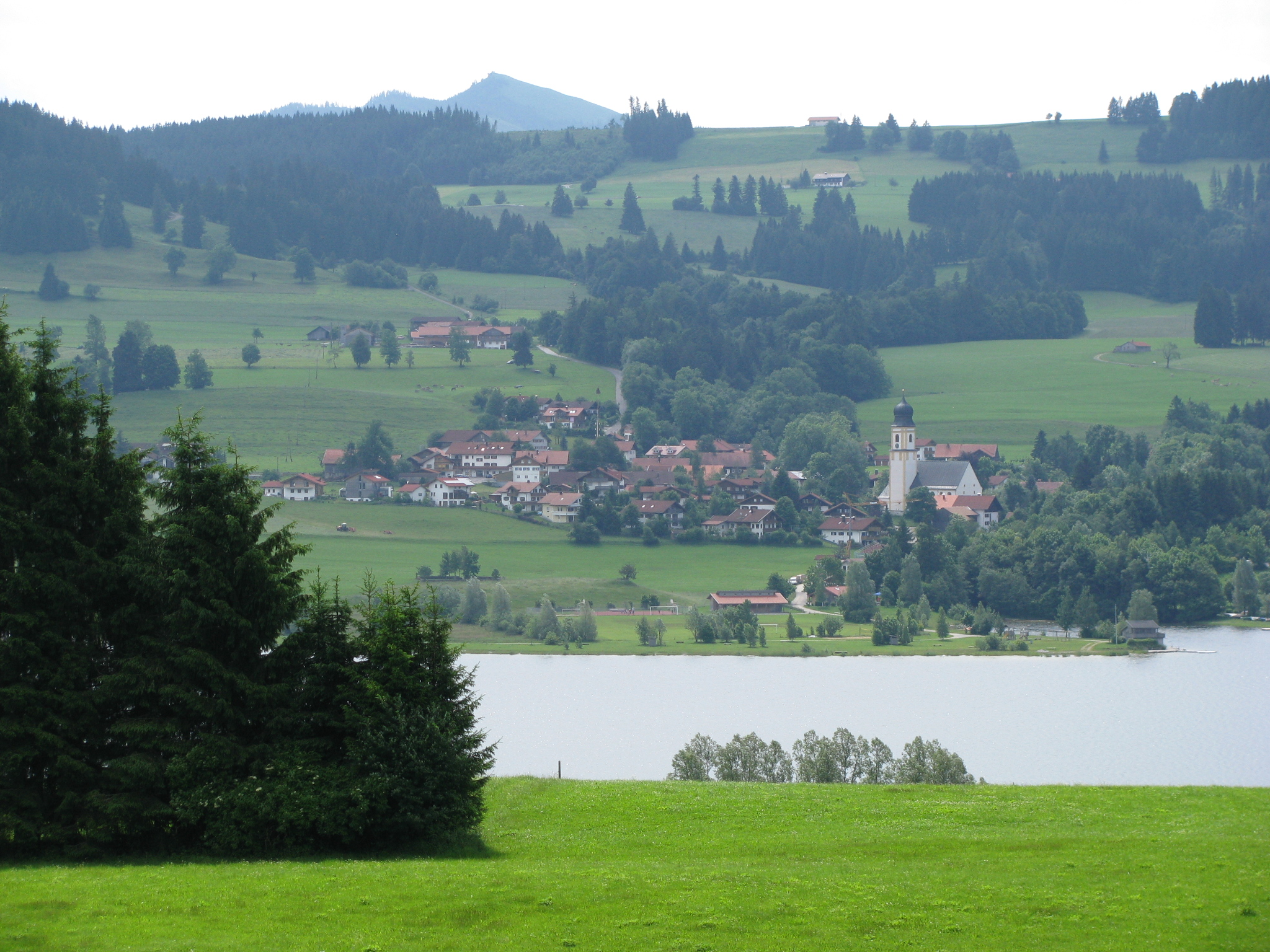
Petersthal mit Rottachsee

Das Pfarrdorf Petersthal liegt auf einer Höhe von 872 m ü. NHN im Tal der Rottach zwischen dem seit 1992 aufgestauten Rottachsee auf nördlicher Seite und den Höhenrücken der Elleghöhe und des Burgkranzegger Horns im Süden. Der Ort befindet sich an der Kreisstraße OA 10 und wird von zwei Bächen durchflossen, dem Peters- und dem Paulsbach.

## Geschichte
Fast alle Gemeindeteile der ehemaligen Gemeinde Petersthal wurden schon vor dem Jahr 1500 urkundlich erwähnt. Die erste Besiedelung des Gebietes kann aber schon um das Jahr 1000 oder vorher angenommen werden.
Petersthal gehörte seit 1351 zum Hochstift Augsburg. Finstere Zeiten wie der Bauernkrieg im Jahr 1525, der Dreißigjährige Krieg 1618 bis 1648 und die Eroberung großer Teile des Allgäus durch napoleonische Truppen im Jahr 1796 gingen an Petersthal nicht vorüber. Im Zuge der Säkularisation kam das Gemeindegebiet im Jahr 1803 unter die Hoheit des bayerischen Staates.
Am 1. Januar 1976 wurde Petersthal im Rahmen der Gemeindegebietsreform in die Gemeinde Mittelberg eingemeindet, die seit dem 1. Januar 1980 den Namen Oy-Mittelberg führt. Der Weiler Binzeler wurde nach Rettenberg, Büchelesstein nach Sulzberg umgegliedert.

## Gemeindeteile
Zur ehemaligen Gemeinde Petersthal, nun zur Gemeinde Oy-Mittelberg gehören neben Petersthal die Weiler Binzen, Bisseroy, Burgkranzegg, Feld, Greifenmühle, Gschwend, Holz, Josereute, Köllen, Memersch, Mitbühl, Ried, Riedis, Schicken, Schwanden, Uttenbühl, Wengen und Wiesen. Der Weiler Binzeler und die Einöde Büchelesstein wurden den Nachbargemeinden Rettenberg bzw. Sulzberg angegliedert.

## Wirtschaft und Kultur
Petersthal ist ein stark landwirtschaftlich geprägter Ort. Dabei haben die Milchviehhaltung und die Grünlandwirtschaft die größte Bedeutung. Der derzeitige Vorsitzende des Bundesverbandes Deutscher Milchviehhalter, Romuald Schaber, bewirtschaftet seinen Betrieb in Petersthal.
Im Jahr 1953 wurde ein Fremdenverkehrsverein gegründet. Seither spielt auch der Tourismus eine immer größere Rolle. Daneben gibt es einige Handwerksbetriebe.
In Petersthal gibt es zahlreiche Vereine.

## Denkmale und Sehenswürdigkeiten

### Pfarrkirche St. Peter und Paul

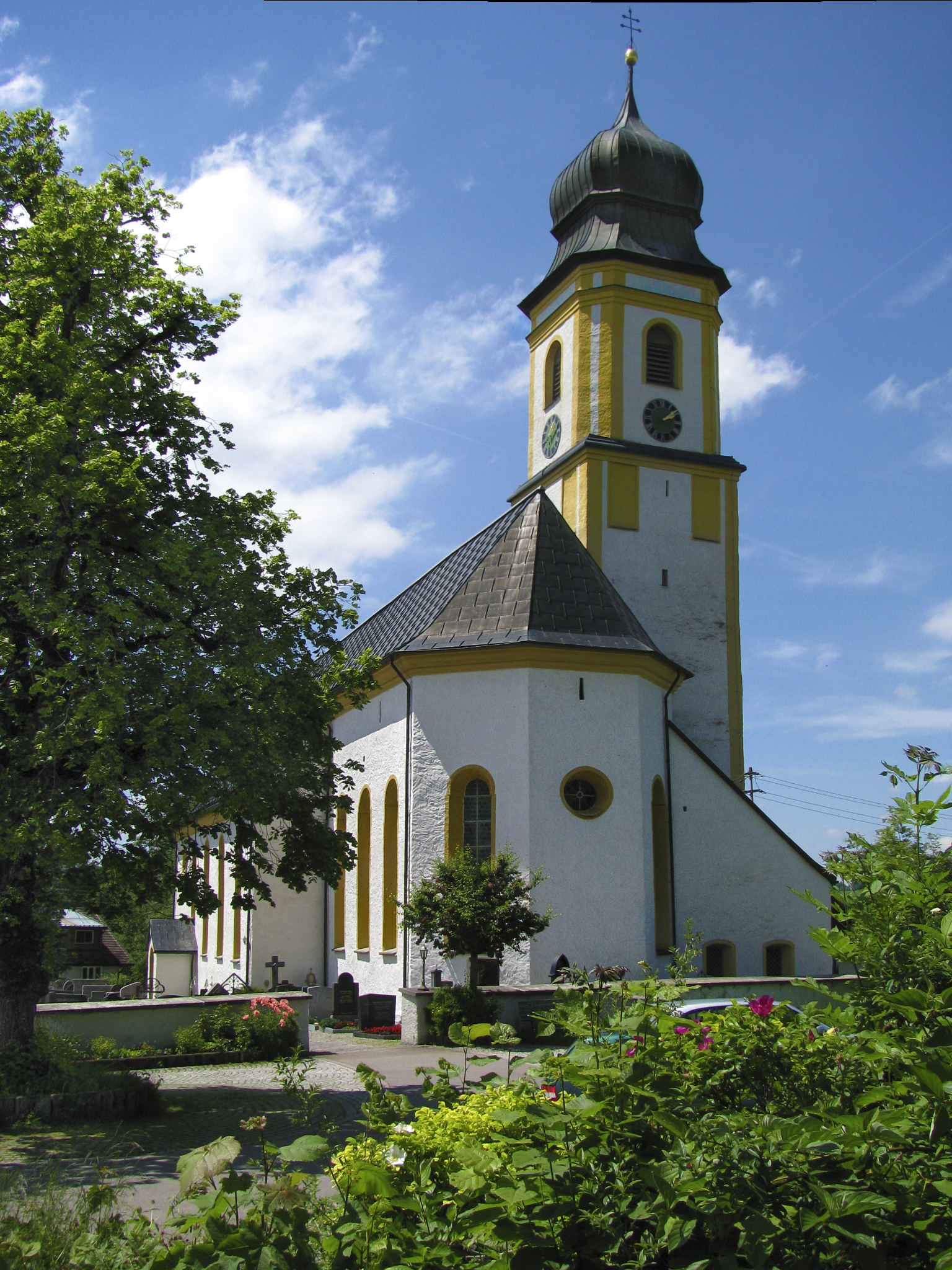
Pfarrkirche St. Peter und Paul

Petersthal besitzt eine sehenswerte Pfarrkirche, die den Aposteln Sankt Peter und Paul geweiht ist. Manche zählen sie zu den schönsten Dorfkirchen des Allgäus. Sie fällt durch ihren stattlichen Zwiebelturm auf, der 1755 nach Plänen des Architekten und Baumeisters Franz Karl Fischer aus Füssen gebaut wurde. Damals war er 43 Meter hoch, heute ist er zehn Meter niedriger, da er nach einem Brand im Jahre 1792 nicht mehr in seiner ursprünglichen Höhe aufgebaut wurde.
Das Langhaus wurde um 1755 ebenfalls nach Plänen von Franz Karl Fischer umgebaut, der dort seinen Sinn für feine Proportionen ein weiteres Mal unter Beweis stellte. Heute ist der Bau im Wesentlichen hochbarock, die Ausstattung durch Altäre, Fresken und Stuck ist in prächtigem Rokokostil gehalten. Die Deckenfresken des Langhauses, die den Patronen der Kirche gewidmet sind, wurden von dem aus einer berühmten Rettenberger Malerfamilie stammenden Franz Anton Weiß geschaffen.
Bemerkenswert an der Petersthaler Kirche ist der mächtige Hochaltar mit seinen weiß-gold gefassten Figuren und seinem Altarblatt, das eine allegorische Darstellung der Kirche in Gestalt der Ecclesia zum Inhalt hat. Zahlreiche weitere Darstellungen zu den Aposteln, zum Marienleben, zu Heiligen und Engeln sind zu finden. Ein romanischer Palmesel aus dem Anfang des 14. Jahrhunderts gehört zu den ältesten Darstellungen dieser Art  und zeugt von alter bäuerlicher Holzschnitzkunst.

### Pestfriedhof
Der Pestfriedhof, etwas abseits an der ehemaligen Verbindungsstraße nach Moosbach gelegen, ist ein schlichtes in die Landschaft eingefügtes Mauergeviert mit einem Denkmal in der Mitte, das an die Opfer des letzten großen Peststerbens in Petersthal und Moosbach im Sommer 1635 erinnert.

### „Tobelweg“ und spärliche Überreste der Burg Kranzegg

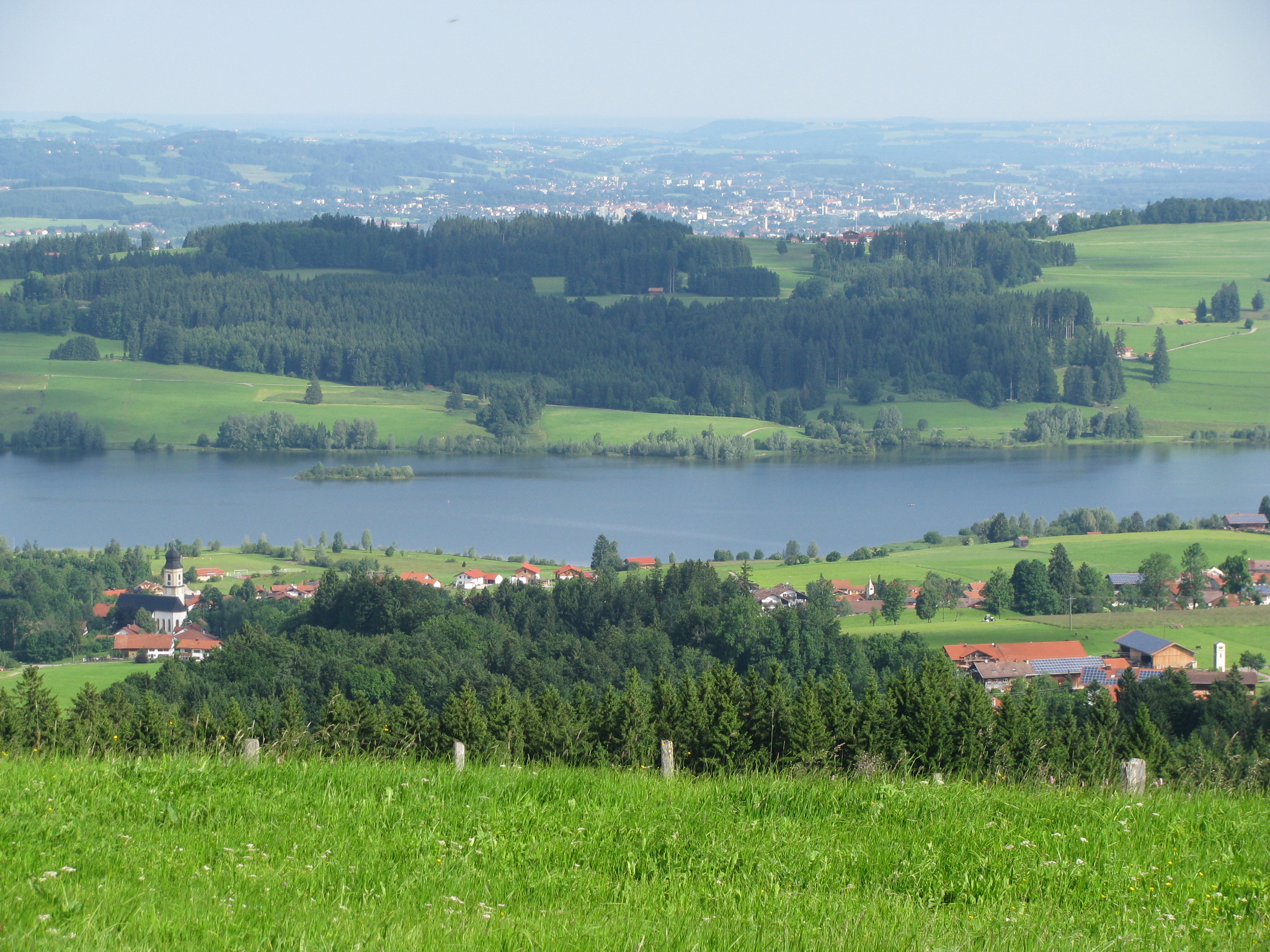
Blick von der Ellegghöhe auf Petersthal

Von der Burg Kranzegg gibt es nur noch äußerst spärliche Überreste, ein Gedenkstein weist auf diesen historischen Ort hin. Erhalten ist der Burgstall und der Graben. Auch ist über die Erbauer der Burg, die Ritter von Kranzegg, nicht allzu viel bekannt. Erwähnt wurde die Burg im Jahr 1339. Viele Besucher dringen über einen Pfad am Rande des Petersbaches zu diesem mittelalterlichen Schauplatz in einem Tobel westlich des Weilers Burgkranzegg vor.

### Horn und Ellegghöhe
Vom 1150 Meter hohen Burgkranzegger Horn, das auch Petersthaler Hörnle oder Horn genannt wird, sowie noch besser von der nicht weit entfernten Ellegghöhe, die zwar mit 1136 Metern etwas niedriger ist, aber weniger Baumbestand im Gipfelbereich aufweist, hat man einen umfassenden Ausblick auf Petersthal und das Tal der Rottach.